# Franz Escher (Mediziner)
Franz Escher (* 10. März 1921 in Münsingen; † 1990) war ein Schweizer Mediziner.

## Leben
Escher absolvierte das Gymnasium in Zürich und studierte Medizin an den Universitäten Neuenburg und Zürich, wo er 1937 promovierte. 1948 wurde er an der Universität Bern für Hals-Nasen-Ohren-Heilkunde habilitiert, 1948 zum ausserordentlichen und 1957 zum ordentlichen Professor berufen. Er war Direktor der Oto-rhino-laryngologischen Klinik und von 1965 bis 1967 Dekan der Medizinischen Fakultät der Universität Bern. 1977 trat er in den Ruhestand. Er war spezialisiert auf die Entfernung der Hypophyse.
Nach ihm ist die Franz-Escher-Medaille, ein Preis der Schweizerischen Gesellschaft für Otorhinolaryngologie, Hals- und Gesichtschirurgie, sowie das Escher-Hirt-Syndrom benannt.